# 系统化全球地球观测制度
系统化全球地球观测制度（GEOSS - Global Earth Observation System of Systems）是地球观察团体（GEO）根据从2005年到2015年运行的[10年实施计划]组建的。它是为提高全球高效率，高可靠性，系统化对灾害，能源，环境等进行的长期观测的，并以卫星观测和地上观测综合运用得到的多观测系统化制度。
GEOSS 联合不同卫星的观测计划以及分析综合他们的观测数据，以至它将成为一个广泛应用的全球性公众基础设施，可以为大量的用户提供即时的环境数据、信息和分析结果。